# SM UC-1
O SM UC-1 foi um submarino costeiro laçador de minas da Marinha Imperial Alemã, (Kaiserliche Marine), foi usado na Primeira Guerra Mundial. Realizou 80 patrulhas nas quais foram creditados 41 afundamentos, o UC-1 desapareceu após 18 de julho de 1917.